# Universidad de Monmouth
La Universidad de Monmouth (Monmouth University en idioma inglés) es una universidad privada ubicada en la población de West Long Branch, en el condado de Monmouth (Nueva Jersey), Estados Unidos de América. 

## Historia
La universidad fue fundada en 1933 como Monmouth Junior College. Se convirtió en Monmouth College en 1956, y finalmente en Universidad Monmouth en 1995. 

## Deportes
Los Monmouth Hawks compiten en la Northeast Conference de la División I de la NCAA.